# ملویل دیوئی
ملویل دیوئی (به انگلیسی: Melvil Dewey؛ ۱۰ دسامبر ۱۸۵۱ –۲۶ دسامبر ۱۹۳۱) یک کتابدار و معلم اهل ایالات متحده آمریکا بود. او مخترع رده‌بندی مشهور علوم کتابداری و اطلاع‌رسانی است که بنام خودش به سیستم رده‌بندی دهدهی دیوئی نامیده می‌شود، بنیان‌گذار باشگاه لیک پلاسید، و سرکتابدار دانشگاه کلمبیا بود. وی همچنین عضو بنیان‌گذار انجمن کتابخانه آمریکا بود. گرچه خدمات دیوئی به کتابخانه مدرن بسیار شناخته شده است، اما میراث او با اتهاماتی چون آزار جنسی، نژادپرستی و یهودستیزی مخدوش شده است.